# Giacomo Suardo
Giacomo Suardo (Bergamo, 25 agosto 1883 – Bergamo, 20 maggio 1947) è stato un politico italiano.

## Biografia
Giacomo Suardo nacque a Bergamo il 25 agosto 1883 dal conte Luigi Suardo e dalla nobildonna Giulia Scotti. Di famiglia aristocratica, frequentò negli anni della sua prima formazione, quale convittore, il Collegio San Francesco di Lodi, nota istituzione dove si formavano i rampolli dell'alta società lombarda. Si laureò in giurisprudenza ed esercitò la professione di avvocato. Nel 1912 fu iniziato in Massoneria nella Loggia "Pontida" di Bergamo. In occasione della prima guerra mondiale aderì alle tesi dell'interventismo e combatté nel 1915 con la legione garibaldina sul fronte delle Argonne, e con l'entrata in guerra dell'Italia, fu tenente di artiglieria, e fu insignito di due medaglie di bronzo al valor militare.
Nel 1921 aderì al Partito Nazionale Fascista e fu eletto deputato con le elezioni politiche italiane del 1924, nel collegio unico nazionale della Lombardia, ricoprendo importanti incarichi durante la XXVII legislatura. Fu nel 1924 sottosegretario di Stato alla Presidenza del Consiglio fino al 21 dicembre 1927. In quella veste, sollecitò Mussolini a stabilire l'inizio dell'anno fascista al 28 ottobre, data della marcia su Roma, sull'esempio del calendario repubblicano francese che, dal 1792 al 1805, aveva fissato l'inizio dell'anno in Francia al 22 settembre.
Dal luglio al novembre 1926 fu anche sottosegretario alle Corporazioni, quando Mussolini assunse il ministero dell'interno e Suardo divenne anche Sottosegretario di Stato dell'interno, dal 6 novembre 1926 al 13 marzo 1928. Fu membro del Gran consiglio del fascismo dal luglio 1924 al marzo 1928.
Con Decreto del capo del governo 29 settembre 1928 (pubblicato sulla Gazzetta Ufficiale del Regno d'Italia n. 236 del 10 ottobre successivo) fu nominato commissario per l'autostrada Torino-Trieste. Il 21 gennaio 1929 tornò a far parte del Gran consiglio del fascismo, come membro di diritto a tempo illimitato, ma decadde poco dopo perché nello stesso 1929 venne nominato senatore del Regno.
Il 1º marzo 1929 fu promosso console generale della Milizia volontaria per la sicurezza nazionale. Nel 1932 venne incaricato dal governo Mussolini di presiedere la "Cassa nazionale assicurazione infortuni sul lavoro", poi rinominata "Istituto nazionale fascista per l'assicurazione contro gli infortuni sul lavoro" (INFAIL). Combattente volontario nella guerra d'Etiopia con il grado di maggiore d'artiglieria. Fu vicepresidente del Senato dal 1938 al 1939.
Ottenne la carica di presidente del Senato del Regno il 15 marzo 1939 fino alle sue dimissioni il 28 luglio 1943. Suardo è noto anche per esser stato l'unico astenuto nella votazione sull'ordine del giorno Grandi alla seduta del Gran consiglio del fascismo del 24 luglio 1943: a causa di questa mancata presa di posizione, non fu oggetto dell'attenzione né della RSI (fu solo interrogato al processo di Verona il 9 gennaio 1944 e rilasciato) né del governo Badoglio.
Deferito all'Alta corte di giustizia per le sanzioni contro il fascismo nel 1944 per i gruppi di imputazione 1º e 2º, venne dichiarato decaduto nell'ottobre dello stesso anno.
Morì a Bergamo nel 1947.

## Nella cultura di massa
- Nella serie tv del 2024 La lunga notte - La caduta del Duce Giacomo Suardo è interpretato da Arcangelo Iannace.